# Шлегель, Родриго
Родриго Адриан Шлегель (исп. Rodrigo Adrián Schlegel; род. 3 апреля 1997, Ремедиос-де-Эскалада, Буэнос-Айрес) — аргентинский футболист, защитник клуба «Орландо Сити».

## Карьера
Шлегель — воспитанник клуба «Расинг». 3 декабря 2017 года в матче против «Ньюэллс Олд Бойз» он дебютировал в аргентинской Примере. В 2019 году Родриго помог клубу выиграть чемпионат.
23 декабря 2019 года Шлегель был бесплатно арендован клубом MLS «Орландо Сити» на один год с опцией выкупа после сезона 2020. В высшей лиге США он дебютировал 7 марта 2020 года в матче против «Колорадо Рэпидз». 21 ноября в матче плей-офф против «Нью-Йорк Сити» вратарь «Орландо Сити» Педро Гальесе был удалён с поля в ходе серии послематчевых пенальти и из-за исчерпания лимита замен Шлегелю пришлось встать в ворота. Он парировал удар от Гвюдмюндюра Тоураринссона и помог «Орландо» пройти в следующий раунд. По окончании аренды клуб выкупил трансфера игрока. 19 января 2022 года Шлегель подписал с «Орландо Сити» новый двухлетний контракт до конца сезона 2023 с опциями продления на сезоны 2024 и 2025. 16 апреля в поединке против «Колумбус Крю» он забил свой первый гол за «Орландо Сити». В том же году он помог клубу выиграть Открытый кубок США. 25 января 2023 года Шлегель подписал с «Орландо Сити» новый двухлетний контракт до конца сезона 2024 с опциями продления на сезоны 2025 и 2026.

## Достижения
Клубные
 «Расинг»
- Победитель аргентинской Примеры — 2018/2019

 «Орландо Сити»
- Обладатель Открытого кубка США — 2022